# Макото Кобаяши
Макото Кобаяши (на английски: Makoto Kobayashi; на японски: 小林 誠) е японски физик.
Известен е с теоретичното предвиждане за съществуването на най-малко три семейства кварки, за което с Тошихиде Маскава получават 1/2 от Нобеловата награда по физика за 2008 г. По-специално CKM анзацът (анзац на Кабибо-Кобаяши-Маскава) предвижда съществуването на 3-то семейство кварки (топ, дънен, тау-лептон и тау-неутрино), което е било експериментално потвърдено с откриването на дънния кварк.

## Биография
Роден е на 7 април 1944 г. в Нагоя, Япония. След завършване на докторска степен в Нагоя университет през 1972 г., Кобаяши работи като научен сътрудник по физика на частиците в Университета Киото. Заедно с колегата си Маскава, той работи върху разясняване на нарушението на СР симетрията, изследване за което по-късно получават Нобелова награда.
Неговата статия „Нарушение на CP симетрията в пренормируемата теория за слабото взаимодействие“, в съавторство с Тошихиде Маскава, е един от най-цитираните научни трудове в областта на физиката на високите енергии.